# Maria Baranowska-Dohrn
Maria Baranowska-Dohrn (ur. 1856, zm. 1918) – polska tłumaczka, poliglotka, żona Antona Dohrna, współzałożycielka Stazione Zoologica Anton Dohrn w Neapolu i kolekcji dzieł antycznych rodziny Dohrnów, eksponowanej od roku 1913 w Muzeum Miejskim w Szczecinie (współcześnie Muzeum Narodowe), tłumaczka na język niemiecki pracy Waleriana Kalinki (1826–1886) na temat Sejmu Czteroletniego.

## Życiorys
Była córką Grzegorza I. Baranowskiego, wysokiego urzędnika w prowincjach zabranych – wschodnich terenach I Rzeczypospolitej, zagarniętych przez Imperium Rosyjskie w czasie rozbiorów Polski (zob. zabór rosyjski po powstaniu listopadowym), który wskutek represji po powstaniu styczniowym był zmuszony do emigracji. Otrzymał azyl polityczny we Włoszech. Gdy w roku 1868 przebywał – wraz z córką – w Mesynie, spotkał Antona Dohrna, syna Carla Augusta i brata Heinricha Dohrna. Anton Dorn był przyrodnikiem (przyjacielem Darwina i Haeckela), który organizował we Włoszech morską stację zoologiczną (późniejsza Stazione Zoologica Anton Dohrn w Neapolu) oraz gromadził – wraz z bratem – eksponaty do przyszłego muzeum w Szczecinie.
W czerwcu 1874 roku Maria Baranowska wyszła za mąż za Antona Dohrna. Dzięki biegłej znajomości kilku języków obcych (w tym dialektu neapolitańskiego) oraz zdolnościom literackim odegrała ważną rolę, cementując małą międzynarodową społeczność tworzonej stacji zoologicznej. Utrzymywała liczne kontakty ze środowiskiem kulturalnym Neapolu, z którego m.in. pochodziły główne nabytki dla antycznej kolekcji Dohrnów, w przyszłości (od roku 1913) eksponowanej w Muzeum Miejskim w Szczecinie (współcześnie Muzeum Narodowe).
Maria Baranowska-Dohrn zamieszkała z mężem w Forte dei Marmi. Spędzała również długie okresy w majątku rodzinnym w Wydrance (rejon włodzimierski w obwodzie wołyńskim). Jest znana jako tłumaczka wielokrotnie wznawianej książki o. Waleriana Kalinki (1826–1886) nt. Sejmu Czteroletniego. Praca została przetłumaczona z języka polskiego („Sejm Czteroletni”, wyd.1 1880) na język niemiecki i wydana trzykrotnie, ze wstępem Marii Baranowskiej-Dohrn, w latach 1896 i 1898.
Maria Baranowska-Dohrn i Anton Dohrn mieli czterech synów: Bogusław prowadził rodzinne przedsiębiorstwo w Hökendorfie k. Szczecina (obecnie Klęskowo), Wolfgang został politykiem i pisarzem, jednym z założycieli Garden City Hellerau koło Drezna, promotorem sztuki, Reinhard kierował po ojcu stacją zoologiczną, Harald zajmował się homeopatią (został zabity 29 kwietnia 1945 roku przez nazistów za udział w niemieckim ruchu oporu).

## Upamiętnienie
Imię Marii Baranowskiej-Dohrn nosi rondo w sąsiedztwie Klęskowa.